# Shadow mode
 (mai 2020).
En informatique, le shadow mode (ou dark launch selon Google) est un mode de fonctionnement d'un programme ou d'un algorithme, quand les données du trafic de production sont analysées par le programme sans renvoi d'une réponse vers d'autres systèmes. Ce fonctionnement est notamment utilisé pour tester les nouvelles versions d'un service ou d'un modèle d'apprentissage automatique.